# Red Bull RB10
Red Bull RB10 - гоночный автомобиль с открытыми колесами, разработанный Эдрианом Ньюи для Red Bull Racing для участия в чемпионате Формулы-1 2014 года. Управляется болид четырехкратным чемпионом мира Себастьяном Феттелем и Даниэлем Риккардо, который перешел из дочерней команды Toro Rosso после ухода Марка Уэббера. Данный болид был разработан для двигателя Renault Sport Energy V6.
Презентация машины состоялась 28 января 2014 года в Хересе.
По традиции Феттеля именования своих машин, RB10 была названа именем «Сьюзи».

## Общие результаты выступлений в Формуле-1
| Легенда к таблице |                                                                    |
| --- | ------------------------------------------------------------------ |
| В таблице перечислены результаты всех Гран-при Формулы-1, в которых использовался автомобиль. Строками таблицы являются сезоны, столбцами — этапы чемпионата мира. В каждой клетке указаны сокращённое название этапа и результат, дополнительно обозначенный цветом. Расшифровка обозначений и цветов представлена в нижеследующей таблице. |                                                                    |
| \| Пример \| Описание \| \| ------------ \| ------------------------------------------------------------------ \| \| 1 \| Победитель \| \| 2 \| Второе место \| \| 3 \| Третье место \| \| 5 \| Финишировал, заработав очки \| \| Сход \| Не финишировал, но при этом заработал очки \| \| 12 \| Финишировал, не получив очков \| \| НКЛ \| Финишировал, но не попал в финальную классификацию \| \| 15 \| Участвовал вне зачёта, либо по отдельной классификации \| \| 18 \| Не финишировал, но попал в финальную классификацию \| \| Сход \| Не финишировал \| \| НКВ \| Не прошёл квалификацию \| \| НПКВ \| Не прошёл предквалификацию \| \| ДСК \| Дисквалифицирован \| \| ИСК \| Исключён из протокола соревнований \| \| ТТ \| Заявлен для участия только в тренировках \| \| НС \| Участвовал в квалификации, но не стартовал в гонке \| \| Т \| Травмирован или болен \| \| ОТК \| Отказ от участия \| \| НТР \| Прибыл на соревнования, но на трассу не выезжал \| \| НПР \| Был заявлен в числе участников, но не прибыл к началу соревнований \| \| О \| Соревнования отменены \| \| \| Не участвовал \| \| Поул-позиция \| \| \| Быстрый круг \| \| |                                                                    |
| Пример | Описание                                                           |
| 1 | Победитель                                                         |
| 2 | Второе место                                                       |
| 3 | Третье место                                                       |
| 5 | Финишировал, заработав очки                                        |
| Сход | Не финишировал, но при этом заработал очки                         |
| 12 | Финишировал, не получив очков                                      |
| НКЛ | Финишировал, но не попал в финальную классификацию                 |
| 15 | Участвовал вне зачёта, либо по отдельной классификации             |
| 18 | Не финишировал, но попал в финальную классификацию                 |
| Сход | Не финишировал                                                     |
| НКВ | Не прошёл квалификацию                                             |
| НПКВ | Не прошёл предквалификацию                                         |
| ДСК | Дисквалифицирован                                                  |
| ИСК | Исключён из протокола соревнований                                 |
| ТТ | Заявлен для участия только в тренировках                           |
| НС | Участвовал в квалификации, но не стартовал в гонке                 |
| Т | Травмирован или болен                                              |
| ОТК | Отказ от участия                                                   |
| НТР | Прибыл на соревнования, но на трассу не выезжал                    |
| НПР | Был заявлен в числе участников, но не прибыл к началу соревнований |
| О | Соревнования отменены                                              |
| | Не участвовал                                                      |
| Поул-позиция |                                                                    |
| Быстрый круг |                                                                    |

| Год  | Команда                  | Двигатель            | Ш | Пилоты            | 1    | 2    | 3   | 4   | 5   | 6    | 7   | 8    | 9   | 10  | 11  | 12  | 13  | 14  | 15  | 16  | 17  | 18   | 19    | Место | Очки |
| ---- | ------------------------ | -------------------- | - | ----------------- | ---- | ---- | --- | --- | --- | ---- | --- | ---- | --- | --- | --- | --- | --- | --- | --- | --- | --- | ---- | ----- | ----- | ---- |
| 2014 | Infiniti Red Bull Racing | Renault Energy F1 V6 | P |                   | АВС  | МАЛ  | БАХ | КИТ | ИСП | МОН  | КАН | АВТ  | ВЕЛ | ГЕР | ВЕН | БЕЛ | ИТА | СИН | ЯПО | РОС | США | БРА  | АБУ ‡ | 2     | 405  |
| 2014 | Infiniti Red Bull Racing | Renault Energy F1 V6 | P | Себастьян Феттель | Сход | 3    | 6   | 5   | 4   | Сход | 3   | Сход | 5   | 4   | 7   | 5   | 6   | 2   | 3   | 8   | 7   | 5    | 8     | 2     | 405  |
| 2014 | Infiniti Red Bull Racing | Renault Energy F1 V6 | P | Даниэль Риккардо  | ДСК  | Сход | 4   | 4   | 3   | 3    | 1   | 8    | 3   | 6   | 1   | 1   | 5   | 3   | 4   | 7   | 3   | Сход | 4     | 2     | 405  |

- ‡ - Команды и гонщики получили двойные очки в Абу-Даби.